# Religion der Ga
Die traditionelle Religion der Ga im Südosten des heutigen Ghana basiert auf den Vorstellungen einer hierarchischen Weltordnung mit einem obersten Wesen, einer untergeordneten Götterwelt und einer Vielzahl von Ritualen und Festen, die eng verknüpft sind mit dem natürlichen Lebenserhalt des Menschen, d. h. mit landwirtschaftlichem Feldbau in den Ebenen des Küstenhinterlandes oder mit dem Fischfang an der Küste. Daneben werden religiöse Rituale auch zur Abwehr von Krankheiten oder anderen lebensbedrohlichen Zuständen sowie zur Anrufung und Verehrung der Ahnen eingesetzt.

## Weltordnung der Ga
Die Weltordnung der Ga ordnet alle lebenden Wesen in fünf Hierarchieklassen ein:
| Die Klassen und ihre wichtigsten Attribute in der Kosmologie der Ga | Die Klassen und ihre wichtigsten Attribute in der Kosmologie der Ga | Die Klassen und ihre wichtigsten Attribute in der Kosmologie der Ga | Die Klassen und ihre wichtigsten Attribute in der Kosmologie der Ga | Die Klassen und ihre wichtigsten Attribute in der Kosmologie der Ga | Die Klassen und ihre wichtigsten Attribute in der Kosmologie der Ga | Die Klassen und ihre wichtigsten Attribute in der Kosmologie der Ga | Die Klassen und ihre wichtigsten Attribute in der Kosmologie der Ga |
| Rang                                                                | Klasse                                                              | Ga-Bezeichnung                                                      | Attribute                                                           | Attribute                                                           | Attribute                                                           | Attribute                                                           | Attribute                                                           |
| ------------------------------------------------------------------- | ------------------------------------------------------------------- | ------------------------------------------------------------------- | ------------------------------------------------------------------- | ------------------------------------------------------------------- | ------------------------------------------------------------------- | ------------------------------------------------------------------- | ------------------------------------------------------------------- |
| 1                                                                   | Oberstes Wesen                                                      | Ataa Naa Nyongmo                                                    | lebend                                                              | schaffend                                                           | unsterblich                                                         | rational                                                            | beweglich                                                           |
| 2                                                                   | göttliche Wesen                                                     | Wong                                                                | lebend                                                              | geschaffen                                                          | unsterblich                                                         | rational                                                            | beweglich                                                           |
| 3                                                                   | Menschen                                                            | Adesai                                                              | lebend                                                              | geschaffen                                                          | sterblich                                                           | rational                                                            | beweglich                                                           |
| 4                                                                   | Tiere                                                               |                                                                     | lebend                                                              | geschaffen                                                          | sterblich                                                           | irrational                                                          | beweglich                                                           |
| 5                                                                   | Pflanzen                                                            |                                                                     | lebend                                                              | geschaffen                                                          | sterblich                                                           | irrational                                                          | unbeweglich                                                         |

## Götter der Ga
Neben dem obersten Wesen Ataa Naa Nyongmo, welcher der Schöpfer aller Dinge ist, gibt es bei den Ga eine Vielzahl weiterer Götter (Wong). Die wichtigsten unter ihnen sind:
- Nai

Nai ist Gott des Meeres und „Besitzer des Landes“. Er steht in der Hierarchie der von Ataa Naa Nyongmo geschaffenen Götter an oberster Stelle. Er gilt als Vater aller Geschöpfe im Meer („Vater des großen Wals“) sowie auch als der eigentliche Vater der Kinder auf dem Land. Er ist auch der König der Könige.
- Sakumo

Sakumo ist als Gott des Krieges und göttlicher Beschützer aller Ga einer ihrer wichtigsten Götter. Der dem Sakumo geheiligte Wochentag ist der Dienstag.
- Naa Koole

Naa Koole ist die Jagdgöttin und Göttin des Friedens. Sie ist eine der Ehefrauen von Sakumo.
- Ashamankaale

Ashamankaale ist „unsere Großmutter, welche bereits da war, bevor menschliche Wesen existierten“.
- Dantu

Dantu ist der Gott der Zeit und des Speichers. Er ist (zeitlich gesehen) der erste der von Ataa Naa Nyongmo geschaffenen Götter.
- Naa Dede

Naa Dede, auch: Naa Ede, Naa Ede Oyeadu, ist die Schutzgöttin der Geburt.
- Gua

Gua ist der göttliche Schmied, der die Sterne geschaffen hat. Er wird mit dem Blitz in Verbindung gebracht.
- Ashiakle

Ashiakle ist die älteste Tochter von Nai. Sie ist die Göttin des Reichtums.
- weitere göttliche Kinder von Nai:

Töchter von Nai (Naibi): Amugi, Oyeni, Nyongmotsa, Oshabedzi, Osekan
Sohn von Nai (Nainga): Afieye
- weitere göttliche Kinder von Sakumo:

Tochter von Sakumo (Sakumobi): Akrama (Nii Akrama Opobi)
- weitere göttliche Kinder von Naa Koole:

Tochter von Naa Koole (Koolebi): Obotu
- Klang

 ?

## Homowo

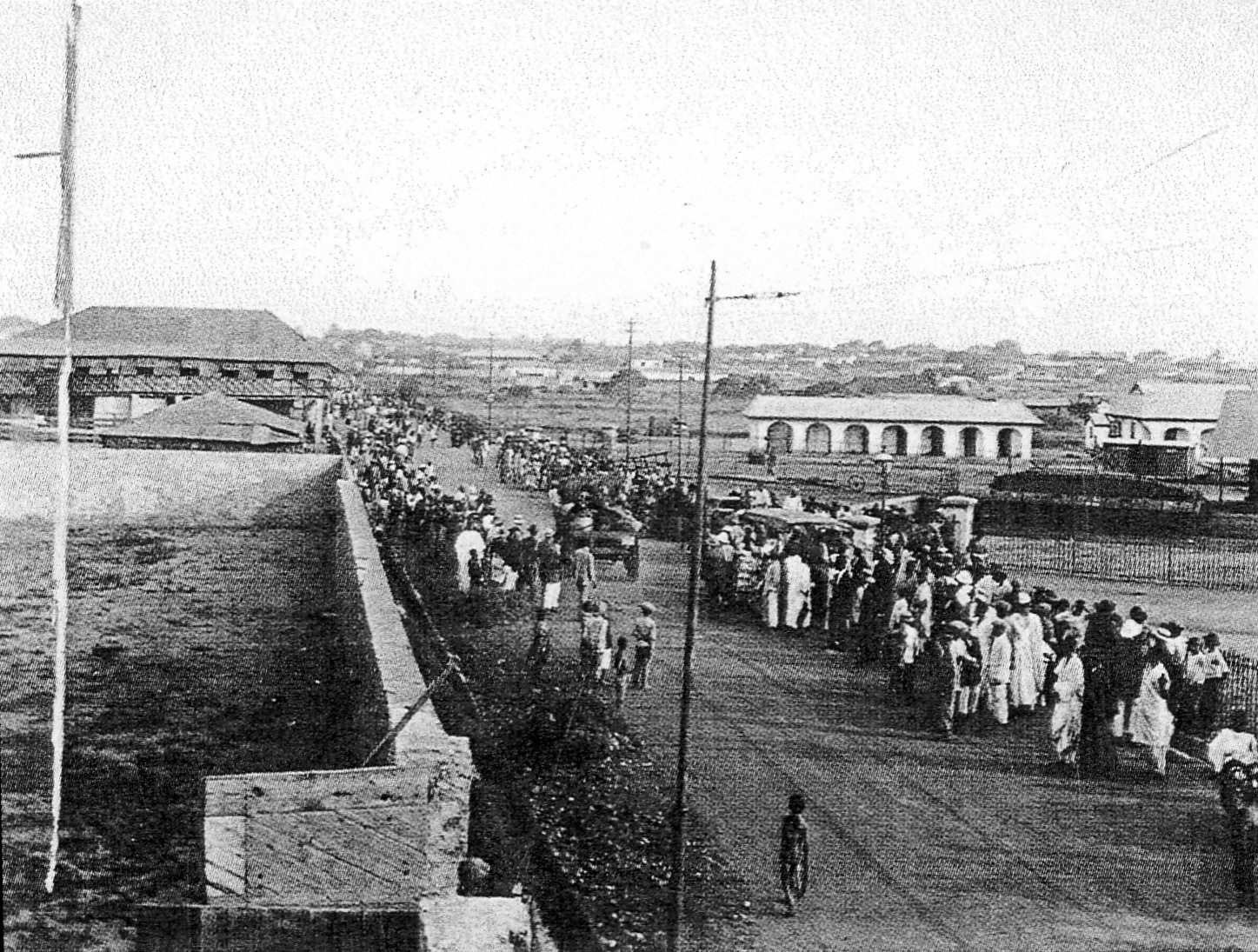
Accra um 1900: Leute aus der Umgebung ziehen zum Homowo-Festival

Das Homowo (Lante Dzan we Homowo) ist bei den Ga das Fest zur Ahnenverehrung. Es wird immer an dem Sonnabend gefeiert, der exakt 89 Tage nach dem Dantu shibaa folgt, das die Kpele-Rituale einleitet.
Speziell in Accra hat man das Accra Homowo, das etwa zwei Wochen später stattfindet, oder 103 Tage nach dem Tag des Dantu shiba. Bei den Homowo-Festen handelt es sich nicht um eine Form des Kpele-Kults, auch wenn sich der Zeitpunkt der Kpele-Rituale nach dem Homowo-Fest ausrichten, denn das Danti shiba, mit dem die Kpele-Rituale beginnen, findet immer neun Mondmonate nach dem letzten Lente Dzan we Homowo-Fest statt.
Bei den Ga auf der Mina-Küste (die Togoküste in der Gegend um Anecho) ist das Homowo-Fest das alljährliche Neujahrsfest. Es ist ein achttägiges Fest und wird in der Regel in den letzten Septembertagen bzw. den ersten Oktobertagen in direktem Anschluss an das Epe-Ekpe-Fest der Ewe in Glidji gefeiert und auch in ähnlicher Weise wie dieses. Die Verbindung zum Ewe-Fest hängt mit dem in Glidji aufbewahrten Goldenen Stuhl der Ga zusammen.

## Kpele
Der Hauptbestandteil der traditionellen religiösen Kultausübung bei den Ga besteht in einer Gruppe von Ritualen, die in ihrer Gesamtheit als Kpele bezeichnet werden. Dabei handelt es sich um einzelne Riten, die eng mit dem landwirtschaftlichen Feldbau in den Accra-Ebenen oder dem Fischfang an der Küste verbunden sind sowie auch mit dem persönlichen Schicksal eines Individuums. Das Ziel ist dabei, die Harmonie in den Beziehungen zwischen Göttern und Menschen zu erhalten oder einen Zustand gestörter Harmonie wieder zu heilen, d. h. wiederherzustellen. Das Bestehen einer solchen Harmonie wird als Grundvoraussetzung angesehen für das Wohlergehen der Menschen.

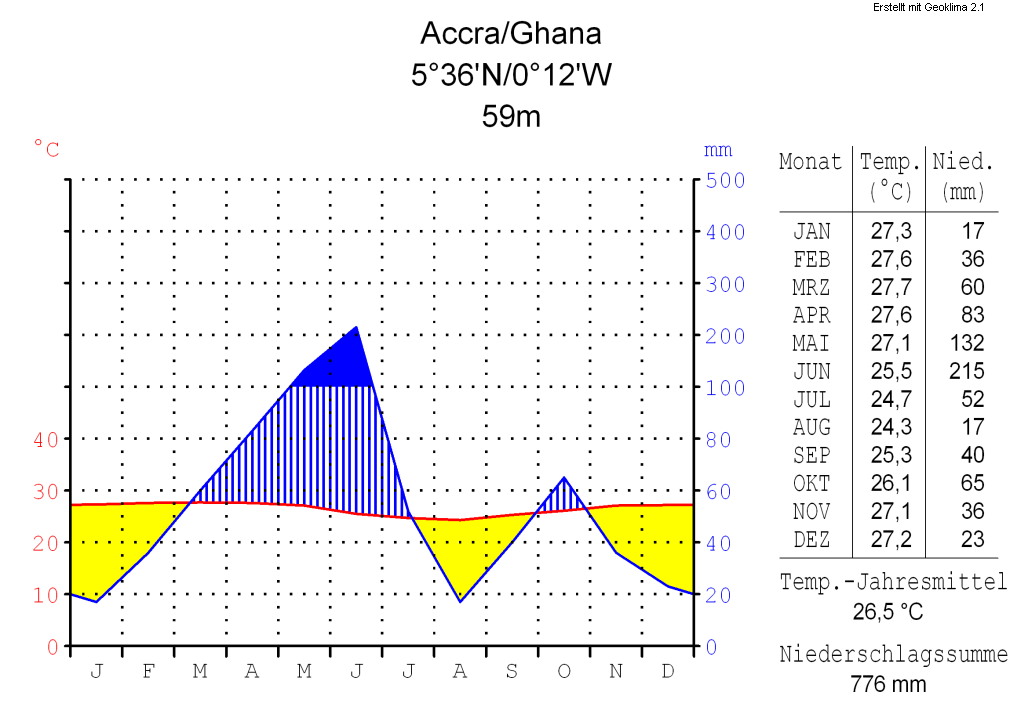

Organisiert ist der Kpele-Kult auf der Ebene der einzelnen We-Verwandtschaftsgruppen, d. h. jede We-Gemeinschaft bildet eine separate Kultgruppe. Die Kpele-Rituale betreffen in ihrer Gesamtheit alle Götter, welche von ihnen dabei angesprochen werden, ist jedoch von der einzelnen We-Gruppe abhängig. Die mit Landwirtschaft verbundenen Kpele-Rituale sind zeitlich auf Aussaat und Ernte von Hirse ausgerichtet, dem traditionellen Hauptanbauprodukt in den sonst eher weniger fruchtbaren Accra-Ebenen. Die klimatischen Saisonbedingungen sind in der Gegend um Accra durch eine größere Regenzeit (April bis Juli) und eine kleinere (Oktober) gekennzeichnet und nach ihnen richtet sich auch Aussaat und Ernte zwischen Juli und Oktober, was letztlich den Zeitpunkt des Homowo und daraus abgeleitet die der Kpele-Rituale bestimmt.

### Priesterschaft
Verantwortlich für die Wirksamkeit der Rituale, d. h. für deren „richtige“ Durchführung, sind zwei Vollzeit-Spezialisten: der Wolumo (Priester) und die Wongtse. Letztere ist das Medium, über das ein Wong-Wesen angesprochen wird. Beide agieren als Mittler zwischen den Sterblichen und den Göttern.
Die Priestereigenschaft ist ein an die Blutsverwandtschaft gekoppelter männlicher Status, welcher primär mit der Repräsentanz der Ziele und Wünsche der Menschen verknüpft ist. Dahingegen ist die Mediumeigenschaft ein weiblicher Zustand, der mit der Bewerkstelligung der Kommunikation zwischen Göttern und Menschen verbunden ist und nur von bestimmten (menschlichen) Frauen erreicht werden kann. Während bei den kalendarischen Riten Priester und Wongtse-Frau zusammenarbeiten und gemeinsam auftreten, können außerhalb dessen beide auch unabhängig voneinander zu einem anderen, beliebigen Zeitpunkt Ausheilungs-Rituale abhalten, wenn Disharmonien zwischen Mensch und Götterwelt vorzuliegen scheinen.
Das Medium nimmt bei einem Kpele-Ritual einen zweiwertigen Zustand ein: Einmal bleibt es natürlich ein menschliches Wesen, das aber daneben als göttliches Kommunikationsinstrument in Erscheinung tritt. Der Umstand, dass ausgerechnet menschliche Frauen, und nur Frauen, zur Erreichung dieses zweiwertigen Zustands prädestiniert sind, hat überwiegend gesellschaftliche Gründe.
Die überwiegende Mehrheit der ungebildeten Ga-Frauen ist in irgendeiner Form im Kleinhandel tätig und die Wahrscheinlichkeit, dadurch Reichtum und Einfluss zu gewinnen, ist sehr gering. Hinzu kommt, dass der Einzelhandel im heutigen Ghana ohnehin keine sehr prestigereiche Institution darstellt. Ungebildetheit, handwerkliches Ungeschick usw. sind die Hauptquellen für eine objektive gesellschaftliche Minderwertigkeit einer Frau in der Ga-Gesellschaft sowohl im sozialen als auch im wirtschaftlichen Bereich. Dabei spielt es keine Rolle, ob jene Männer, welche diese Minderwertigkeit mit voller Überzeugung propagieren und verteidigen, im gleichen oder sogar höheren Maße ungebildet oder ungeschickt sind. Dies ist ein allgemeines Charakteristikum der Ga-Gesellschaft.
Es verwundert daher nicht, wenn daraus bei vielen Frauen der subjektive Drang erwächst, durch die Erlangung der Medium-Fähigkeit an Ansehen und Einfluss zu gewinnen. Der Weg hierzu führt in den meisten Fällen über den Zustand der Mutterschaft. Durch Mutterschaft wird eine Frau selbst zur Gründerin einer neuen kognitiven Verwandtschaftseinheit, wodurch sie auch eine gewisse soziale „Unsterblichkeit“ erlangen kann. Mit der Errichtung einer neuen Verwandtschaftseinheit ist auch die Wahl eines Wong als Gottheit der neuen We verbunden. Die Gründerin kann sich dann selbst durch eine gewisse Ausbildung zum Medium für ihre Familiengottheit qualifizieren. Es gibt immer nur ein Wong, für den eine Frau als Medium wirken kann. Was die Auswahl anbelangt, so besteht der Glaube, ein jedes göttliches Wesen wähle sich sein persönliches Medium selbst aus. Ist einmal eine göttliche Wahl erfolgt, dann ist sie unumstößlich.
Die als Medium erwählte Frau muss nicht zwangsläufig ein Mitglied jener kognitiven Verwandtschaftsgruppe sein, deren Kult sich an diesen Gott richtet. Sie stellt nur die Verbindung her in Form einer Dienstleistung. Das hat immense gesellschaftliche Bedeutung. Sie stellt zum einen das Vorhandensein von Medien in den Verwandtschaftsgruppen sicher und zum anderen bietet sich dadurch eine Art Entwicklungspotential für den Aufbau und die Ausgestaltung eines sozialen Netzwerkes.
Zur Erlangung der Mediumeigenschaft muss die Frau ein mühsames, langes und auch teures Training absolvieren. Ist man einmal als zukünftiges Medium erwählt, würde, so glaubt man, eine Verweigerung dessen mit Wahnsinn oder Tod bestraft. Zwischen dem Wong und seinem Medium besteht nach Aussage der Ga eine eheähnliche Beziehung, die zudem noch monogam ist, d. h., jeder Gott hat innerhalb einer We immer nur ein Medium. Erst wenn das Medium stirbt, wird ein neues erwählt.
Der Hauptaspekt in der Rolle als Medium ist die Übertragung von Botschaften zwischen Göttern und Menschen. Hierzu ist es notwendig, dass der göttliche Wong von seinem Medium Besitz ergreift, d. h. sich temporär in dem Körper des Mediums lokalisiert, was nur stattfindet, wenn dem entsprechende Zeremonien in Verbindung mit rituellen Gesängen und Tänzen vorausgegangen sind. Der Wong bedient sich des Körpers des Mediums in der Art, dass er die Botschaften der Menschen vernimmt bzw. zu ihnen durch den Mund des Mediums spricht.
Dieses „In-den-Körper-Schlüpfen“ wird gleichzeitig als göttlicher Beischlaf angesehen. Das vom Gott besessene Medium führt rituelle Gesänge (Lala) und Tänze (Dzoomo) auf, die es während der Ausbildungszeit in Verbindung mit einem ausgedehnten Stimmtraining erlernt hat. Auch die Tänze verlangen nach einer gewissen Trainiertheit und werden kontrolliert und mit hoher Konzentration vorgetragen. Ein „trance“-Zustand, wie in anderen Gesellschaften üblich, wird hierbei nicht erzeugt, wenngleich auch auf Kräutermischungen geheimer Zusammensetzung nicht verzichtet wird. Äußerungen der Gottheit werden zumeist gesprochen und erfolgen selten als Gesang.
In Verbindung mit persönlichen Problemen eines Menschen oder in Fragen der Wiedergutmachung für einen einzelnen, mit Schuld beladenen Menschen kann eine Medium-Frau aber auch anstelle des Wong die Schatten der Ahnen oder die Geister von Zwillingen anrufen. Im Falle einer Wiedergutmachungsforderung schlüpft dann der spezielle, verärgerte Geist in das Medium und erklärt dem Betreffenden den Grund seiner Verärgerung und wie er wieder besänftigt werden kann. Zumeist verlangt der Geist die Abhaltung eines Wiedergutmachungsrituals bei nachfolgender Gelegenheit, das jedoch nur durch das Medium durchgeführt werden kann.
Jede spirituelle Aktivität, mit der eine Medium-Frau beauftragt wird, verlangt nach Bezahlung. Wer kein Geld hat, bezahlt mit Nahrungsmitteln o. Ä.
Während des Besessenheitszustandes spricht das Medium nicht nur mit der Autorität als Sprecherin göttlicher Wesen, sondern auch unter völliger persönlicher Straffreiheit. In dieser Hinsicht kommt den Medium-Frauen eine immense gesellschaftliche Bedeutung zu und es ist daher auch ein Anliegen des langen Trainings im Vorfeld, einen möglichst hohen Grad an psychologischer und sozialer Scharfsinnigkeit in ihr zu erzeugen, denn immerhin hat sie einen gewissen individuellen Spielraum in Bezug auf mögliche Belohnungen oder Bestrafungen innerhalb ihrer Anhängerschaft. Auch gestattet ein Mediumstatus den Frauen, individuelle Interessen und Begabungen zu entwickeln und auszuleben, die sie sonst aufgrund ihrer Ungebildetheit gar nicht entdecken oder nur sehr unvollkommen entwickeln können. Ältere Medium-Frauen sind aufgefordert, Nachwuchs auszubilden. Die Beendigung der Ausbildung einer Medium-Novizin hängt nicht nur von ihrer Begabung und den erlernten Fähigkeiten ab, sondern in erster Linie von der Fähigkeit und dem Willen ihrer Verwandtschaft, die von ihrer Lehrerin für die Ausbildung geforderte Gebühr zu bezahlen, die meistens sehr hoch ist.
Während der Ausbildung lebt die Novizin bei ihrer Lehrerin und ist aufgefordert, verschiedene Diäten und Sexualverbote einzuhalten, und muss zudem nebenbei die niedere Hausarbeit verrichten. Dabei soll eine enge und dauerhafte soziale Beziehung zwischen Lehrerin und Schülerin entstehen, weswegen die Novizinnen ihre Lehrerin Awo (Mutter) nennen und die Lehrerin ihrer Schülerin eigene Namen gibt, die sie sonst ihren eigenen biologischen Kindern gegeben hätte. Nach dem Tod einer Lehrerin wird beim alljährlichen Homowo ihrer Seele von Seiten ihrer Schülerin genauso viel Verehrung zuteil, wie sie den Ahnen zukommt.

### Kpele-Kalender
Als Beispiel für einen Kpele-Kalender soll hier der des Jahres 1968 wiedergegeben werden:
| Beispiel: Kpele-Kalender in Accra im Jahre 1968                                                             | Beispiel: Kpele-Kalender in Accra im Jahre 1968 | Beispiel: Kpele-Kalender in Accra im Jahre 1968 | Beispiel: Kpele-Kalender in Accra im Jahre 1968 |
| --- | ----------------------------------------------- | ----------------------------------------------- | ----------------------------------------------- |
| Bezeichnung                                                                                                 | reservierter Wochentag                          | fiel im Jahre 1968 auf den                      | Intervall nach dem Dantu shibaa                 |
| 1. Riten, den Feldbau betreffend                                                                            |                                                 |                                                 |                                                 |
| 1.1.) Shiba-Riten (die Bodenvorbereitung betreffend)                                                        |                                                 |                                                 |                                                 |
| Dantu Shibaa                                                                                                | Montag                                          | 13. Mai 1968                                    | -                                               |
| Sakumo Shibaa                                                                                               | Dienstag                                        | 14. Mai 1968                                    | 1 Tag                                           |
| Naa Koole Shiba                                                                                             | Freitag                                         | 17. Mai 1968                                    | 4 Tage                                          |
| Gua Shibaa                                                                                                  | Sonnabend                                       | 18. Mai 1968                                    | 5 Tage                                          |
| Naa Ede Shibaa                                                                                              | Sonntag                                         | 19. Mai 1968                                    | 6 Tage                                          |
| Nai Shibaa                                                                                                  | Dienstag                                        | 21. Mai 1968                                    | 1 Woche 1 Tag                                   |
| 1.2.) Ngmaadumo-Riten (die Aussaat betreffend)                                                              |                                                 |                                                 |                                                 |
| Dantu Ngmaadumo                                                                                             | Montag                                          | 20. Mai 1968                                    | 1 Woche                                         |
| Sakumo Ngmaadumo                                                                                            | Dienstag                                        | 21. Mai 1968                                    | 1 Woche 1 Tag                                   |
| Naa Koole Ngmaadumo                                                                                         | Freitag                                         | 24. Mai 1968                                    | 1 Woche 4 Tage                                  |
| Gua Ngmaadumo                                                                                               | Sonnabend                                       | 25. Mai 1968                                    | 1 Woche 5 Tage                                  |
| Naa Ede Ngmaadumo                                                                                           | Sonntag                                         | 26. Mai 1968                                    | 1 Woche 6 Tage                                  |
| Nai Ngmaadumo                                                                                               | Dienstag                                        | 28. Mai 1968                                    | 2 Wochen 1 Tag                                  |
| 1.3.) Ngmaaku-Riten (die 1. Ernte betreffend)                                                               |                                                 |                                                 |                                                 |
| Dantu Ngmaaku                                                                                               | Montag                                          | 10. Juni 1968                                   | 4 Wochen                                        |
| Sakumo Ngmaaku                                                                                              | Dienstag                                        | 11. Juni 1968                                   | 4 Wochen 1 Tag                                  |
| Naa Kooke Ngmaaku                                                                                           | Freitag                                         | 14. Juni 1968                                   | 4 Wochen 4 Tage                                 |
| Gua Ngmaaku                                                                                                 | Sonnabend                                       | 15. Juni 1968                                   | 4 Wochen 5 Tage                                 |
| Naa Ede Ngmaaku                                                                                             | Sonntag                                         | 16. Juni 1968                                   | 4 Wochen 6 Tage                                 |
| Nai Ngmaaku                                                                                                 | Dienstag                                        | 18. Juni 1968                                   | 5 Wochen 1 Tag                                  |
| 1.4.) Odada-Ritus (Willkommen, ihr Götter des Feldes!)                                                      |                                                 |                                                 |                                                 |
| Odada | Dienstag                                        | 20. Juni 1968                                   | 5 Wochen 3 Tage                                 |
| 1.5.) Ngmaaku-Riten (die 2. Ernte betreffend)                                                               |                                                 |                                                 |                                                 |
| Dantu Ngmaaku                                                                                               | Sonnabend                                       | 10. August 1968                                 | 12 Wochen 5 Tage                                |
| Sakumo Ngmaaku                                                                                              | Dienstag                                        | 27. August 1968                                 | 15 Wochen 1 Tag                                 |
| Nai Ngmaaku                                                                                                 | Dienstag                                        | 27. August 1968                                 | 15 Wochen 1 Tag                                 |
| Naa Koole Ngmaaku                                                                                           | Freitag                                         | 30. August 1968                                 | 15 Wochen 4 Tage                                |
| 1.6.) Ngmaayeli-Riten (Erntedankfest)                                                                       |                                                 |                                                 |                                                 |
| Dantu Ngmaayeli                                                                                             | Sonntag                                         | 11. August 1968                                 | 12 Wochen 6 Tage                                |
| Naa Koole Ngmaayeli                                                                                         | Freitag                                         | 30. August 1968                                 | 15 Wochen 4 Tage                                |
| Sakumo Ngmaaku                                                                                              | Dienstag                                        | 3. September 1968                               | 16 Wochen 1 Tag                                 |
| Nai Ngmaayeli                                                                                               | Dienstag                                        | 3. September 1968                               | 16 Wochen 1 Tag                                 |
| Sakumo Ngmaayeli                                                                                            | Dienstag                                        | 10. September 1968                              | 17 Wochen 1 Tag                                 |
| Nai Ngmaayeli                                                                                               | Dienstag                                        | 10. September 1968                              | 17 Wochen 1 Tag                                 |
| Salumo Ngmaayeli                                                                                            | Dienstag                                        | 17. September 1968                              | 18 Wochen 1 Tag                                 |
| Amugi Ngmaayeli                                                                                             | Dienstag                                        | 17. September 1968                              | 18 Wochen 1 Tag                                 |
| Obotu Ngmaayeli                                                                                             | Dienstag                                        | 17. September 1968                              | 18 Wochen 1 Tag                                 |
| Oyeni Ngmaayeli                                                                                             | Dienstag                                        | 17. September 1968                              | 18 Wochen 1 tag                                 |
| Nyongmotsa Ngmaayeli                                                                                        | Donnerstag                                      | 19. September 1968                              | 18 Wochen 3 Tage                                |
| Oshabedzi Ngmaayeli                                                                                         | Donnerstag                                      | 19. September 1968                              | 18 Wochen 3 Tage                                |
| Nai Afieye Ngmaayeli                                                                                        | Freitag                                         | 20. September 1968                              | 18 Wochen 4 Tage                                |
| Gua Ngmaayeli                                                                                               | Sonnabend                                       | 21. September 1968                              | 18 Wochen 5 Tage                                |
| Osekan Ngmaayeli                                                                                            | Sonntag                                         | 22. September 1968                              | 18 Wochen 6 Tage                                |
| Akrama Ngmaayeli                                                                                            | Sonntag                                         | 22. September 1968                              | 18 Wochen 6 Tage                                |
| Klang Ngmaayeli                                                                                             | Sonntag                                         | 29. September 1968                              | 19 Wochen 6 Tage                                |
| Ashiakle Ngmaayeli                                                                                          | Sonntag                                         | 29. September 1968                              | 19 Wochen 6 Tage                                |
| 1.7.) Mangnaamo-Ritus (Tanz am Sakumo-Schrein)                                                              |                                                 |                                                 |                                                 |
| Mangnaamo                                                                                                   | Mittwoch                                        | 18. September 1968                              | 18 Wochen 2 Tage                                |
| 1.8.) Ngmaatoo-Ritus (betrifft die Speicherung des Getreides und dessen Schutz durch die Kinder des Sakumo) |                                                 |                                                 |                                                 |
| Ngmaatoo | Dienstag                                        | 1. Oktober 1968                                 | 20 Wochen 1 Tag                                 |
| 2.) Riten, die Fischerei betreffend                                                                         |                                                 |                                                 |                                                 |
| Öffnung der Koole-Lagune (für den Fischfang)                                                                | Freitag                                         | 17. Mai 1968                                    |                                                 |
| Schließung der Koole-Lagune (für den Fischfang)                                                             | Freitag                                         | 14. Juni 1968                                   |                                                 |
| Ngsho bulemo (Öffnung der See für den Fischfang)                                                            | Dienstag                                        | 6. August 1968                                  |                                                 |
| Öffnung der Koole-Lagune                                                                                    | Freitag                                         | 23. August 1968                                 |                                                 |
| Schließung der Koole-Lagune                                                                                 | Freitag                                         | 4. Oktober 1968                                 |                                                 |
| Öffnung der Koole-Lagune                                                                                    | Freitag                                         | 27. Dezember 1968                               |                                                 |
| Schließung der Koole-Lagune                                                                                 | Freitag                                         | 7. Februar 1969                                 |                                                 |
| 3.) Homowo (Fest der Ahnen, eigentlich kein Kpele-Bestandteil)                                              |                                                 |                                                 |                                                 |
| Lante Dzan we Homowo                                                                                        | Sonnabend                                       | 10. August 1969                                 | 12 Wochen 5 Tage                                |
| Accra Homowo                                                                                                | Sonnabend                                       | 24. August 1969                                 | 14 Wochen 5 Tage                                |

### Aufbau eines kalendarischen Kpele-Rituals
Ein Kpele-Ritual, sofern es mit dem landwirtschaftlichen Feldbau im Zusammenhang steht, besteht im Wesentlichen aus fünf Teilabschnitten oder Akten:
1.) Einleitung am Gottes-Schrein
Hierbei wird magisches Wasser präpariert und eine symbolische Reinigung der Feiernden vorgenommen einschließlich eines Trankopfers für den jeweiligen Gott.
2.) Prozessionszug zum zu bestellenden Feld
3.) Ritual auf diesem Feld
Hierbei erfolgt erneut ein Trankopfer für den betreffenden Gott und die anschließende Ausführung der feldbaulischen Arbeiten, in deren Zusammenhang das Kpele-Ritual steht:
- beim Shibaa-Ritual:  Bearbeitung des Bodens in Vorbereitung der Aussaat
- beim Ngaadumo-Ritual: Aussaat
- beim Ngmaafaa-Ritual: Ausdünnen bzw. Verpflanzen von Sprösslingen
- beim Ngmaaku-Ritual: Ernte

4.) Rückgang zum Schrein
Hierbei findet eine Anrufung des Gottes durch das Medium statt in Verbindung mit einer Bitte, die mit dem Zweck des Rituals verbunden ist (z. B. mit dem Aufgehen der Saat, einer guten Ernte etc.) Bei der Wiederankunft am Schrein erfolgt ein abschließendes Ritual mit erneuten Trankopfern, danach werden Gäste begrüßt und mit Speise und Trank bewirtet.
Im Falle der Ernte wird anschließend das Erntegut verteilt.

## Sonstige Rituale
In Accra z. B. kommen noch 38 zusätzliche Nicht-Kpele-Riten hinzu, die alljährlich im Zeitraum von Juli bis September stattfinden und welche bspw. Yams-Feste für gewisse Häuptlingsstühle oder für bestimmte Untergötter darstellen. Jede Gottheit hat dabei einen bestimmten, ihr geheiligten Tag.